# Zecca di Tessalonica

La città di Tessalonica. Al centro l'agorà-forum, nei pressi del quale c'era anche la zecca imperiale (moneta).

La zecca e monetazione di Tessalonica (Moneta) era l'edificio presso i quali vi fu la prima coniazione di monete subito dopo la fine della dinastia antigonide in seguito alla terza guerra macedonica (metà del II secolo a.C.). Qui la zecca continuò a battere moneta durante il periodo romano e bizantino.

## Edificio
Non conosciamo con precisione dove si trovasse l'edificio della zecca di Tessalonica, possiamo solo presumere che si trovasse non molto distante dal forum (piazza principale) o dalla Agorà dell'antica Salonicco, in modo similare a quanto accadde in altre città di quel periodo.

## Segni di zecca
Numerosi furono i segni di zecca: es. S(acra)M(oneta)T(e)S(salonica), TS, TES, TESOB(rizyacum), THS, THSOB(rizyacum), TSA [A = prima officina].

## Storia e monetazione

### Periodo ellenistico
Le prime monete furono qui coniate a partire dalla fine della terza guerra macedonica vinta dai Romani, vale a dire dal 167 a.C. circa. Il regno di Macedonia fu infatti diviso in quattro differenti distretti, ognuno con una propria capitale, tra cui Tessalonica nel caso del secondo. Tutti e quattro i distretti andarono poi a costituire una sorta di protettorato romano, fino a quando nel 146 a.C., Roma non decise di annettere i loro territori, creando la provincia romana di Macedonia.
| Primo periodo | Primo periodo         | Primo periodo | Primo periodo | Primo periodo | Primo periodo  | Primo periodo |
| Immagine      | Valore                | Dritto | Rovescio | Datazione     | Peso; diametro | Catalogazione |
| ------------- | --------------------- | --- | --- | ------------- | -------------- | --- |
|               | Tetradramma d'argento | Busto di Artemide con diadema e drappeggio verso destra, arco e faretra sulla spalla, al centro di uno scudo macedone. | Clava al centro tra la scritta ΜΑΚΕΔΟΝΩΝ (sopra) e ΔΕΥΤΕΡΑΣ (sotto); tutto all'interno di una ghirlanda di quercia, sulla sinistra un fulmine. | 167-149 a.C.  | 12.42 g, 10h.  | SNG Copenaghen -; AMNG III/2, 41; Jameson 1993. Buon VF, tonica, bordi tagliati (probabilmente per adattarsi alla lunetta, in quanto rimossa). Estremamente raro. |

### Periodo romano

#### Dalla tetrarchia a Costantino, unicoAugusto(298/302-324)
Sappiamo che qui a Tessalonica cominciarono ad essere coniate monete romane durante il periodo tetrarchico di Diocleziano e l'installazione presso Tessalonica della residenza imperiale di Galerio a partire forse già dal 298/299 (o dal 302), la zecca fu aperta.
La zecca continuò a battere moneta anche sotto Licinio (fino al 317), Costantino I (il quale celebrò anche le sue presunte origini da Claudio il Gotico) ed i discendenti di quest'ultimo, con ben cinque officine (A, B, C, D ed E) che avevano i seguenti simboli: SMTS, TS, TES, TESOB, THS, THSOB, TSA. L'esigenza era quella di poter fornire alle truppe dislocate lungo la frontiera danubiana sufficienti forniture alimentari e finanziarie.
| Primo periodo | Primo periodo                | Primo periodo                                                                           | Primo periodo | Primo periodo | Primo periodo                              | Primo periodo                                                                                           |
| Immagine      | Valore                       | Dritto                                                                                  | Rovescio | Datazione     | Peso; diametro                             | Catalogazione                                                                                           |
| ------------- | ---------------------------- | --------------------------------------------------------------------------------------- | --- | ------------- | ------------------------------------------ | --- |
|               | argenteo                     | MAXIMIA-NVS NOB(ilis) Caesar, testa laureata verso destra.                              | VIRTV-S MI-LITVM, campo con 4 torri; porta aperta; T S• Γ in esergo. | 302           | 20 mm, 3.37 gr, 6 h.                       | RIC Galerius, VI 12b; Pink, Silberprägung, pg. 29; Hunter 42; RSC 227.                                  |
|               | follis di bronzo             | GAL(lerius) • MAXIMINVS P F AVG(ustus), testa laureata verso destra.                    | VIRTVTI E-XERCITVS, Marte che avanza verso destra, tiene un trofeo in mano ed una lancia; *-B (2° officina) ai lati e •SM•TS in esergo. | 308-310       | 26 mm, 6.22 gr, 5 h; 2° officina.          | RIC Galerius, VI 37a.                                                                                   |
|               | Æ Follis                     | IMP LIC LICINIVS P F AVG, testa laureata verso destra, con drappeggio e corazza.        | IOVI CONSER-VATORI AVGG(orum) NN, Giove in piedi verso sinistra, tiene la Vittoria che è rivolta verso destra su un globo e tiene una ghirlanda, ed uno scettro; un'aquila si trova ai suoi piedi sulla sinistra, la testa verso Giove, tiene un rametto nel suo becco (1° officina), •TS•A• in esergo. | 312-313       | 24 mm, 3.85 g; 1° officina di Tessalonica. | RIC Licinius, VI 60.                                                                                    |
|               | follis di bronzo             | DIVO MAXIMIANUS, testa verso destra.                                                    | MEM DIVI MAXIMIANI, mausoleo di Tessalonica, con in cima un'aquila; G a lato sulla destra ed SMTS in esergo. | 311           | 4.87 g, 23.6 mm.                           | RIC Galerius, VI 48.                                                                                    |
|               | frazione di follis in bronzo | CRISPVS NOBILISSIMVS CAES, testa laureata, busto verso destra con drappeggio e corazza. | PRINCIPIA IVVENTVTIS, Crispo in piedi verso destra, tiene una lancia ed uno scudo; •TS•E• in esergo. | 317/318       | 21mm, 3.52 gm. 5° officina                 | RIC Crispus, VII 20. VF, patina marrone scuro, rovescio stampato debolmente. Raro.                      |
|               | frazione di follis in bronzo | DIVO CLAUDIO GOTHICO, testa velata e laureata verso destra.                             | REQVIES OPTIMORVM MERITORVM, Claudio il Gotico seduto verso sinistra, solleva la mano e tiene un piccolo scettro; TSA in esergo. | 318           | 17mm, 1.21 g, 6h. 1° officina              | RIC Constantinus I, VII 26 var. (marchio della zecca). EF, superficie scura, verde-marrone, molto rara. |

#### Costantino e i Costantinidi (325-363)
| Primo periodo | Primo periodo                | Primo periodo | Primo periodo | Primo periodo | Primo periodo                    | Primo periodo                                                                                    |
| Immagine      | Valore                       | Dritto | Rovescio | Datazione     | Peso; diametro                   | Catalogazione                                                                                    |
| ------------- | ---------------------------- | --- | --- | ------------- | -------------------------------- | ------------------------------------------------------------------------------------------------ |
|               | solido d'oro                 | Testa di Costantino I verso destra che indossa un diadema di tre file di perle, gli occhi verso il cielo.        | GLORIA CONSTANTINI AVG, Costantino in piedi, tiene in mano una lancia ed una spada, ed un trofeo sulla sua spalla sinistra, due prigionieri legati ai suoi piedi; SMTS in esergo. | 327           | 6.83 gm.                         | RIC Constantinus I, VII 163 var. (diadema); Alföldi 168, pg. 13, 198; Bastien, Donativa, pg. 80. |
|               | frazione di follis in bronzo | FL DELMATIVS NOB C(aesar), testa laureata, busto con drappeggio e corazza verso destra.                          | GLORI-A EXER-CITVS, due soldati, ognuno tiene una lancia ed uno scudo riversi, in piedi uno di fronte all'altro con un vessillo al centro; SMTSB in esergo. | 336/337       | 17mm, 1.55 gm. 2° officina       | RIC Delmatius, VII 228.                                                                          |
|               | solido d'oro                 | DN CONSTANS PF AVG, testa di Costante I verso destra.                                                            | FEL TEMP REPARATIO ("ritorno del periodo felice"), l'imperatore Costante I in piedi su una nave da guerra, che sta attraversando la Manica per recarsi in Britannia nel 342; SMTS in esergo. | 342           | ?                                | ?                                                                                                |
|               | Centenionale di bronzo       | D N CONSTAN TIVS P F AVG, testa di Costanzo II verso destra, busto con drappeggio e corazza.                     | FEL TEMP REPARATIO, in piedi l'imperatore verso sinistra su una galea, tiene una Fenice ed un labaro, la Vittoria a poppa; TESE in esergo. | 350           | 18mm, 2,91 g, 5h (5°officina).   | RIC VIII 119; LRBC 1641.                                                                         |
|               | solido d'oro                 | D N CONSTANTIVS MAX AVG, testa di Costanzo II con diadema di perle, busto con drappeggio e corazza verso destra. | GLORIA REI PUBLICAE, Roma e Costantinopoli su trono, la prima di fronte, la seconda girata verso sinistra, tra di loro una corolla sulla quale è scritto VOT/XXX/MVLT/XXXX su quattro linee; TES in esergo.                                                                                        | 351           | 20mm, 4.36 g, 6h.                | RIC VIII 150; Depeyrot 9/1.                                                                      |
|               | solido d'oro                 | D N CONSTANTI-VS NOB CAES, testa di Costanzo Gallo verso destra, busto con drappeggio e corazza.                 | GLORIA REI-PVBLICAE, Roma e Costantinopoli sedute sul trono, la prima di fronte, la seconda girata verso sinistra, tra le due una ghirlanda con la scritta VOT/V/MVLT/X su quattro linee; Roma tiene una lancia, Costantinopoli uno scettro e poggia il piede destro su una prua; *TES* in esergo. | 351           | 4.44 gm.                         | RIC VIII 149; Depeyrot 8/4; Cohen 25.                                                            |
|               | Centenionale di bronzo       | FL CL IULI-ANUS P F AUG, testa con diadema, elmo e corazza verso destra, tiene uno scudo ed una spada.           | VOT / X / MVLT / XX su quattro linee; tutte all'interno di una corona di lauro; TESA in esergo. | 361-363       | 20mm (2.96 g, 11h), 1° officina. | RIC VIII 228; LRBC 1697.                                                                         |

#### Da Teodosio I a Giustiniano I (383-565)
Con la divisione dell'Impero romano tra i figli di Teodosio I, Tessalonica entrò a far parte dell'Impero romano d'Oriente.
| Primo periodo | Primo periodo | Primo periodo | Primo periodo | Primo periodo | Primo periodo      | Primo periodo                                                             |
| Immagine      | Valore        | Dritto | Rovescio | Datazione     | Peso; diametro     | Catalogazione                                                             |
| ------------- | ------------- | --- | --- | ------------- | ------------------ | ------------------------------------------------------------------------- |
|               | solido d'oro  | D N ARCAD-IVS P F AVG, testa di Arcadio con rosetta-diademata, busto con drappeggio e corazza verso destra.                                                       | CONCORDI-A AVGGG, Costantinopoli seduta di fronte, la testa verso destra, il piede destro su una prua, scettro ed uno scudo sul quale è scritto VOT/V/MVLT/X; COMOB in esergo.                                                                                                | 387-388       | 21mm, 4.42 g, 12h. | RIC IX 51 var. (obv. legend break); Depeyrot -; DOCLR - (but cf. p. 109). |
|               | solido d'oro  | D N THEODO-SIVS P F AVG, testa con elmo, diadema, busto con corazza guarda leggermente verso destra, tenendo una lancia sopra la spalla ed uno scudo sul braccio. | GLOR ORVI-S TERRAR, l'imperatore in piedi di fronte, tiene uno stendardo nella sua mano destra ed un globo crucigero nella sinistra; * sulla parte sinistra; TESOB in esergo.                                                                                                 | 424-430       | 21mm, 4.30 gm.     | RIC X 362; Depeyrot 51/1.                                                 |
|               | solido d'oro  | D N THEODO-SIVS P F AVG, testa diademata con elmo e busto di 3/4, tiene una lancia sulla spalla destra ed uno scudo.                                              | VOT XXX MVLT XXXX, Costantinopoli sul trono che guarda verso sinistra, il piede sulla prua di una nave, tiene un globo crucigero ed uno scettro; stella sulla parte destra; TESOB in esergo.                                                                                  | 430-440       | 21mm, 4.46 gm.     | RIC X 366; DOCLR 390.                                                     |
|               | solido d'oro  | D N PLA VALENTI-NIANVS PF AVG, testa di Valentiniano III verso destra con diadema, elmo, busto con drappeggio e corazza.                                          | FELICITER NVBTIIS, scena del matrimonio tra Teodosio II di fronte al centro, le sue mani sulle spalle di Valentiniano III e sua figlia Licinia Eudossia; tutti e tre sono con una corona e vestono con abiti adorni per il matrimonio che si sta celebrando; COMOB in esergo. | 437-438       | 4.42 gm            | RIC X -; DOCLR -; Depeyrot -. EF.                                         |
|               | solido d'oro  | D N IVSTINI-ANVS P P AVI, testa di Giustiniano frontale con corazza ed elmo, tiene in mano un globo crucigero ed uno scudo.                                       | VICTORI-A AVGGG, un angelo in piedi di fronte, tiene una lunga croce ed un globo; stella alla sinistra; CONOB in esergo. | 538-545       | 21mm, 4.42 g, 5h.  | DOC 7; MIBE 22; Metcalf, Thess. 321-33; SB 138.                           |